# 翁布雷当茹
翁布雷当茹（法語：Ombrée d'Anjou，法語發音：[ɔ̃bʁe dɑ̃ʒu]）是法国曼恩-卢瓦尔省的一个市镇，属于瑟格雷区。

## 地名
“翁布雷当茹”（Ombrée d'Anjou）一名意为“安茹的翁布雷”。

## 历史
翁布雷当茹成立于2016年12月15日，由以下10个市镇合并而成：
- 拉沙佩勒于兰（La Chapelle-Hullin）
- 沙泽昂里（Chazé-Henry）
- 孔布雷（Combrée）
- 格吕热-洛皮塔勒（Grugé-l'Hôpital）
- 诺埃莱（Noëllet）
- 拉普雷维耶尔（La Prévière）
- 普昂塞（Pouancé）
- 圣米歇尔和尚沃（Saint-Michel-et-Chanveaux）
- 勒特朗布莱（Le Tremblay）
- 韦尔戈讷（Vergonnes）

其中普昂塞为政府驻地。

## 地理
翁布雷当茹（47°44'28"N, 1°10'30"W）位于法国卢瓦尔河地区大区曼恩-卢瓦尔省，面积202.16 平方千米，这一地区历史上曾为安茹与布列塔尼的边境地区。
与翁布雷当茹接壤的市镇（或旧市镇、城区）包括：瑟诺讷、埃昂塞、马蒂涅费绍、维勒波、卡尔拜、阿尔马耶、瑞涅德穆捷、拉沙佩勒格兰、沙兰拉波特里、卢瓦雷、蓝色安茹地区瑟格雷、莱韦克堡、布耶梅纳尔、拉布瓦西耶尔、勒纳泽、孔格里耶、圣埃尔布隆。
翁布雷当茹的时区为UTC+01:00、UTC+02:00（夏令时）。

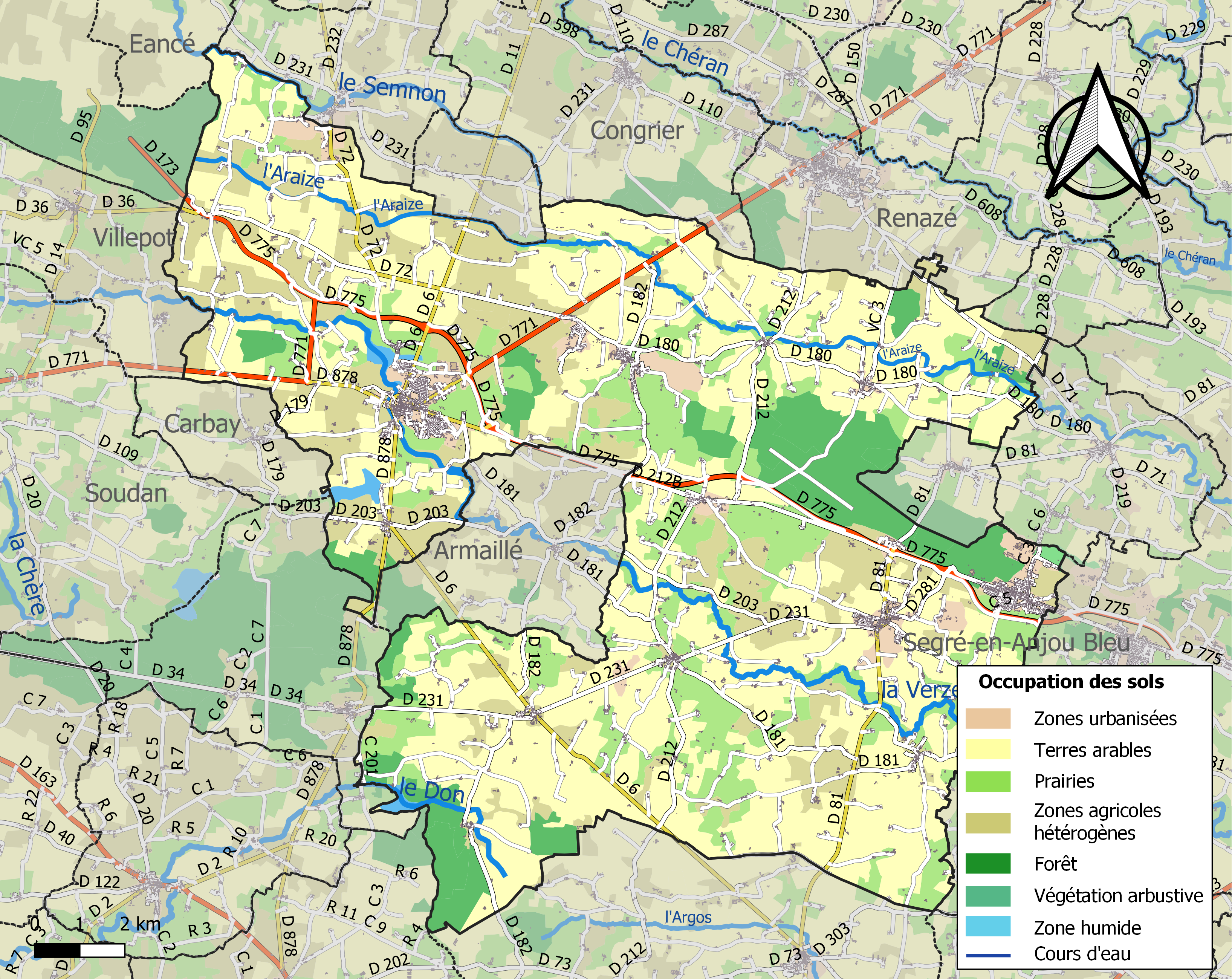
翁布雷当茹的OSM定位图

## 行政
翁布雷当茹的邮政编码为49420，INSEE市镇编码为49248。

## 政治
翁布雷当茹所属的省级选区为蓝色安茹地区瑟格雷县。

## 人口
翁布雷当茹于2022年1月1日时的人口数量为8811人。